# ユーレス・ヴェイデンボス

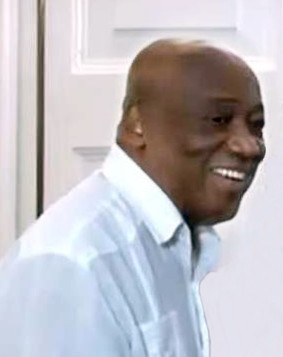
ユーレス・アルバート・ヴェイデンボス (2017)

ユーレス・アルバート・ヴェイデンボス（オランダ語: Jules Albert Wijdenbosch、1941年5月2日 - 2025年4月30日）は、スリナムの政治家。元大統領。

## 生涯
パラマリボ出身。国民民主党 (NDP) に所属し、1980年代のスリナムで絶大な権力を有していた。1987年4月から1988年1月まで首相、1991年1月から9月まで副大統領、1996年9月から2000年8月まで大統領を歴任。民主主義国民プラットフォーム2000の代表を務めている。
2025年4月30日、パラマリボの病院で死去。83歳没。